# Список умерших в 2008 году
В этом списке представлен список известных людей, умерших в 2008 году.
См. также: Категория:Умершие в 2008 году